# بخش رود دس موینس، شهرستان موری، مینه سوتا
بخش رود دس موینس (به انگلیسی: Des Moines River Township) یک منطقهٔ مسکونی در ایالات متحده آمریکا است که در شهرستان مورای، مینه‌سوتا واقع شده‌است.
 بخش رود دس موینس ۹۳٫۳ کیلومتر مربع مساحت و ۱۸۲ نفر جمعیت دارد و ۴۵۲ متر بالاتر از سطح دریا واقع شده‌است.